# グリーンネオンテトラ
グリーンネオンテトラ（学名：Paracheirodon simulans）は、カラシン目カラシン科に分類される魚類の一種。
その姿はネオンテトラと酷似している。カージナルテトラ同様、亜種や人為的な品種改良種などではなく原種の一つである。

## 形態

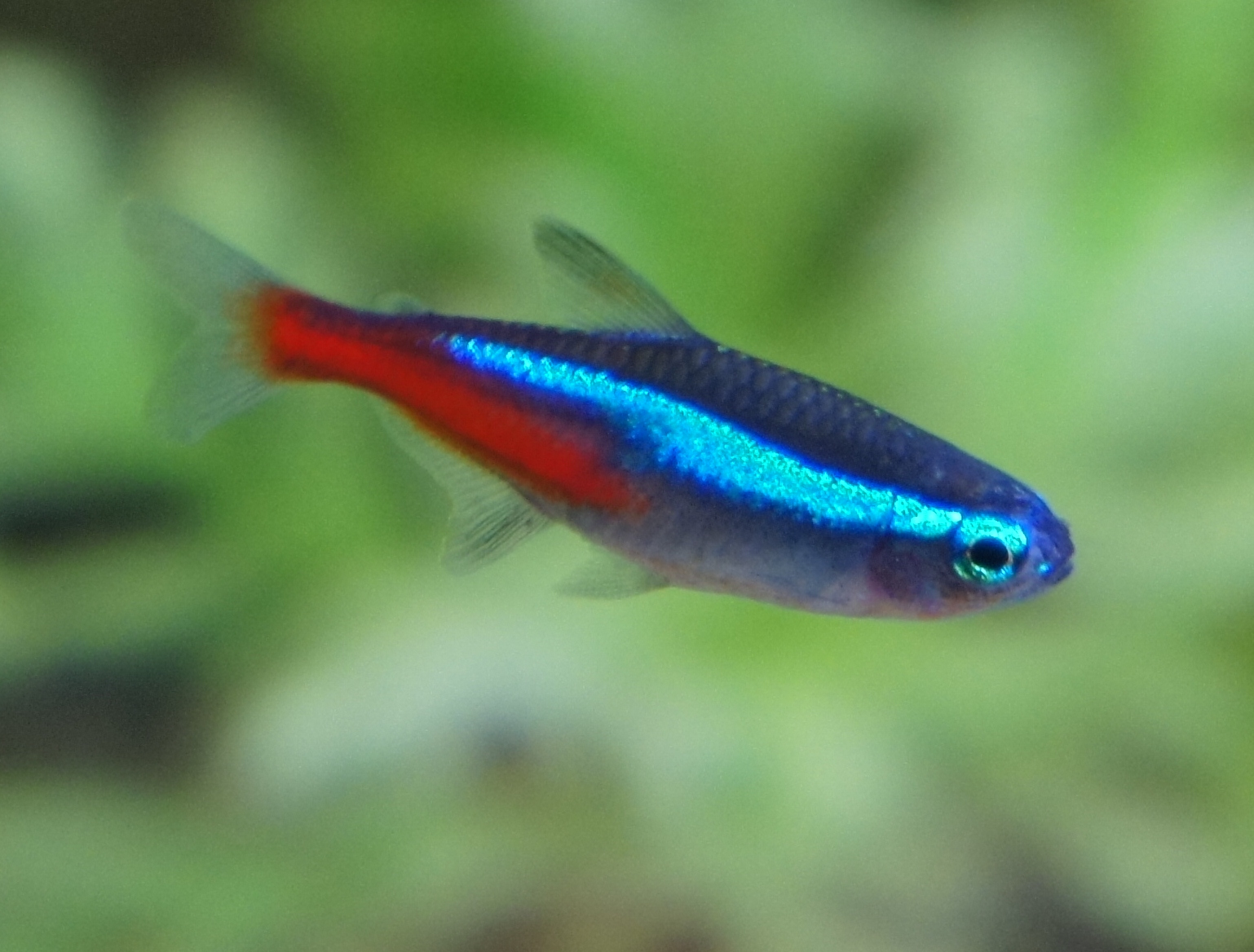
比較：ネオンテトラ

体長約3cm。体色の青いラインは、グリーンと言うよりは「ネオンテトラよりもやや褪せたブルー」という印象である。ネオンテトラやカージナルテトラよりもコントラストがはっきりとしていて、長さも尾びれの付け根から頭部先端までくっきりと発色しているのが特徴で、そのため別名を『ロングライン・ネオン』ともいう。また、尾びれ付近の赤色はネオンテトラよりも暗い暗赤紫色である。

## 分布
アマゾン川上流域、ネグロ川

## 飼育
養殖はほとんどなされておらず、現在は現地で採取された野生の稚魚が輸入されている。
弱酸性（Ph6.5 - 7.0程度）の軟水を好み、人工飼料の喰いも良い。若干の草食性があり、水草の種類や量によっては食害が目立つ可能性がある。